# Конгде-Рі
Конгде-Рі (англ. Kongde Ri іноді Kwangde Ri) (6187 м) — гірська вершина в регіоні Кхумбу, що знаходиться в Непальських Гімалаях. Гора розташована за чотири км на захід від Намче-Базар.
Гора класифікується як трекінговий пік, але вважається, що гора одна з найважчих для сходження. Дозвіл на сходження коштує $ 350 USD і тільки до 4 альпіністів.